# Mikeš Divůček z Jemniště
Mikeš (Mikuláš) Divůček z Jemniště († 1423) byl kutnohorským mincmistr, spolumajitel tvrze v Jemništi a člen rodu Cimburků.

## Život
Působil ve službách krále Zikmunda Lucemburského. Od ledna do února 1413 byl jeho zmocněncem v severoitalských městech Belluno a Feltre. Byl dobrým přítel Jana Husa a varoval ho, aby do Kostnice nejezdil. Později však proti husitům bojoval, např. v bitvě u Sudoměře, u Mladé Vožice či v bitvě pod Vyšehradem. Po těchto bitvách upadl u krále Zikmunda v nemilost a zemřel roku 1423 nejspíš na Moravě.